# Wereldkampioenschappen schaatsen afstanden 2020 - 500 meter mannen
De 500 meter mannen op de wereldkampioenschappen schaatsen afstanden 2020 werd gereden op vrijdag 14 februari 2020 in het ijsstadion Utah Olympic Oval in Salt Lake City, Verenigde Staten. 
De Rus Pavel Koelizjnikov won zijn derde wereldtitel op de 500m door titelverdediger en landgenoot Roeslan Moerasjov naar de tweede plaats te verwijzen. Beide Russen waren de enige twee schaatsers die een tijd van onder de 34,00 schaatsten. 

## Uitslag
| #      | Schaatser                   | Tijd  |
| ------ | --------------------------- | ----- |
| Goud   | Pavel Koelizjnikov          | 33,72 |
| Zilver | Roeslan Moerasjov           | 33,99 |
| Brons  | Tatsuya Shinhama            | 34,03 |
| 4      | Viktor Moesjtakov           | 34,05 |
| 5      | Daichi Yamanaka             | 34,06 |
| 6      | Laurent Dubreuil            | 34,12 |
| 7      | Cha Min-kyu                 | 34,21 |
| 8      | Kim Jun-ho                  | 34,26 |
| 9      | Gao Tingyu                  | 34,28 |
| 10     | Kai Verbij                  | 34,32 |
| 11     | Gilmore Junio               | 34,44 |
| 12     | Jan Smeekens                | 34,58 |
| 13     | Dai Dai Ntab                | 34,48 |
| 14     | Yuma Murakami               | 34,52 |
| 15     | Håvard Holmefjord Lorentzen | 34,53 |
| 16     | Artur Nogal                 | 34,56 |
| 17     | Alex Boisvert-Lacroix       | 34,60 |
| 18     | Nico Ihle                   | 34,65 |
| 19     | Ihnat Halavatsjoek          | 34,69 |
| 20     | Kim Tae-yun                 | 34,70 |
| 21     | Piotr Michalski             | 35,00 |
| 22     | Alexander Klenko            | 44,50 |
| 23     | Hendrik Dombek              | DQ    |
| 23     | Artyom Chaban               | DNF   |

1996 · 
1997 · 
1998 · 
1999 · 
2000 · 
2001 · 
2003 · 
2004 · 
2005 · 
2007 · 
2008 · 
2009 · 
2011 · 
2012 · 
2013 · 
2015 · 
2016 · 
2017 ·
2019 ·
2020 ·
2021 ·
2023 ·
2024 ·
2025